# 권력

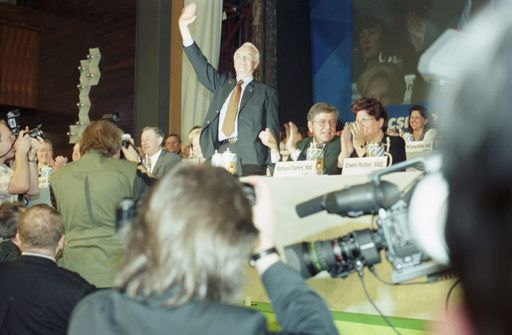

권력(權力, 영어: Power 파워[*], 프랑스어: Pouvoir 푸브아[*], 스페인어: Poder 뽀대르[*], 독일어: Macht 마흐트[*])이란 일반에 있는 주체가 상대방에게 원치 않는 행동을 강제하는 정치인들의 특권이다.
여기서는 정치 이론에 있어서의 권력에 대해 개괄하는 것을 목적으로 하고, 상대를 자발적으로 복종시키는 공식적 형태의 능력인 권위(Authority 어쏘리티[*]), 상대의 행동을 통제하는 비공식적 형태의 능력인 영향력, 상대에게 자극을 주는 능력인 폭력(Violence 바이얼런스[*])에 대해서는 각각의 항목을 참조하기 바란다.

## 개요
권력이라는 개념은 17세기 역학의 발전을 배경으로 출현하였다. 물체는 위치 에너지와 운동 에너지의 역학적 에너지를 생성시키는데, 이와 같이 어떤 "권력수단", "기초가치"를 가짐으로써 어떤 사람이 타인을 그 뜻에 반하여 행동하게 할 수 있는 특별한 "힘"을 보유하고 있다는 이해가 생겨났다. 이러한 권력관을 "실체적 권력관"(実体的権力観)이라 한다.
권력은 사회의 모든 방면에서 성립할 여지가 있다. 일반적으로 정치적인 측면에서 이용되는 권력이라고 하면, 일정 범위의 주민 모두에게 미치는 강제력을 가지며 이를 복종하게 하는 권력을 가리킨다. 오늘날 정치권력이란 국가권력을 가리키는 것이 통례이다. 국가는 법의 제정권, 경찰과 군대, 정부와 관료 집단을 독점적으로 보유함으로써 효율적인 통치권을 확보한다.
또한 물리적 강제력이 따른 정치권력을 유지하는 것으로는 정치적 정당성을 확보하는 데까지는 이르지 못하고, 안정적인 지배를 유지하기 어려우므로(권위의 결여), 정치적 정당성을 확보하기 위해서는 정치권력·국가권력이 피지배자에게서 지배에 대한 자발적인 동의와 복종을 조달할 필요가 있다.

## 권력 연구사
근대적 개념으로서의 권력의 연구의 단초로 니콜로 마키아벨리나 데이비드 흄의 고전적인 연구를 들 수 있다. 15세기에 마키아벨리는 통치에 불가결한 요소는 군사력과 법률이라고 논했다. 특히 독립된 국가를 통치하기 위한 상비군의 설치의 중요성을 주장하고 있다. 조직적 폭력에 의해 통치자의 권력을 뒷받침하는 마키아벨리의 소위 현실주의라는 정치사상은 권력의 연구에서의 이론적 기초로 확립되었다. 이런 현실주의적인 견해를 흄은 더욱 발전시켰다. 흄은 군사적 정복, 식민지화 등 모든 정치변동에서 폭력이 발견되는 것을 지적하고 권력을 연구함으로써 종래의 도적적 정치이론에 비교되는 실증주의적 정치이론을 구축할 것을 주장했다. 그리고 흄은 논문 〈정치를 과학의 경지로 높이기 위해서〉(1742년)에서 권력이 표현되는 통치 형태에 주목하고, 요인으로서 인간의 성격과 기질을 배제하면서 보다 엄밀한 과학적 방법으로 정치를 연구할 것을 논하고 있다.
19세기부터 20세기에 걸쳐 성립한 근대사회 및 국민국가의 연구를 배경으로 하여 막스 베버는 권력을 사회 관계 속에서 저항을 거슬러 자기 의지를 강요할 가능성으로 정의했다. 이 베버의 권력 개념은 직접적 또는 간접적으로 후대 연구자들의 연구, 특히 시카고 학파에 속하는 찰스 에드워드 메리엄과 해럴드 라스웰, 국제정치학의 한스 모건소의 연구 등에 영향을 주었다. 특히 라스웰은 권력에 관한 중요한 연구업적을 남겨 시카고 학파의 권력이론의 성과가 나타나고 있다. 라스웰의 견해에 따르면, 권력을 사회의 다양한 가치와 연결시켜 파악하는 것이 가능하다면, 행위의 틀에 반하면 그 결과 중대한 가치의 박탈이 기대되는 관계로 권력이 정의될 수 있다고 생각한다. 이 권력 개념은 벌금처럼 재산을 박탈하는 권력뿐 아니라, 사회적 지위나 명성이 박탈되는 경우도 권력으로서 포괄한다. 고전적인 권력이론의 정부조직의 내부에서의 권력관계뿐만 아니라, 라스웰은 권력이 영향이 제도의 외부, 비공식적인 영역에서도 인정받는 것을 해명하였다.
권력에 대한 포괄적인 설명은 스티븐 룩스(Steven Lukes)의 Power: A Radical View에서 찾을 수 있는데, 여기서 그는 권력의 세 가지 차원에 대해 논하고 있다. 즉, 권력은 인간 행동을 제한하는 다양한 방식에 따라 나타난다. 하지만 또한 권력은 행동을 가능하게 만들기도 한다. 프랑스 철학자인 미셸 푸코(Michel Foucault)는 권력을 "주어진 사회적 환경 속에서 일어나는 복합적이고 전략적인 현상"이라고 보았다. 그의 권력 개념은 더 구조화되면서 제약과 가능의 개념 둘 다를 포함하게 된다.

## 권력 전략
일상적인 상황에서 사람들은 다른 누군가를 특정 행동에 참여하게 만들기 위해 여러 가지 권력 전략들을 사용한다. 일상에서 일반적으로 많이 사용되는 권력 전략들이 있다. 이 전략들은 괴롭힘, 협력, 불평, 비판, 요구, 회피, 영감주기, 조종, 협상, 사회화, 탄원 등을 포함한다. 이러한 권력 전략들을 세 가지의 차원으로 분류될 수 있다.

### 소프트 파워와하드 파워
소프트 파워는 영향을 미치는 개인과 그 대상들과의 관계를 이용한다. 이 전략은 간접적이고 대인관계에 관련되어 있다.(e.g.협력, 사회화) 반대로 하드 파워는 가혹하고 강압적이고 직접적이며, 구체적인 결과에 의존한다. 그러나, 하드 파워는 소프트 파워보다 더 강력하지는 않다. 많은 상황들에서 사회적인 배제에 대한 두려움이 신체적인 처벌보다 훨씬 강한 동기부여책이 되기 때문이다.

### 합리성과 비합리성
합리성 전략은 추론, 논리 그리고 타당한 판단을 이용한다. 반면에, 비합리성 전략은 정서, 감정과 잘못된 정보에 의존한다. 각각의 예시는 협상과 설득, 그리고 회피와 비방이 될 수 있다.

### 일방적과 쌍방적
협력과 협상과 같은 쌍방적인 전략들은 영향을 끼치는 사람과 그 대상들 간의 상호성과 관련이 있다. 반대로, 일방적 전략들은 대상이 되는 사람들의 아무런 참여없이 이루어진다.

사람들은 여러 가지 전략들을 선택하여 사용하면서 다른 유형의 사람들을 대한다. 예를 들어, 대인 관계 지향적인 사람들은 소프트와 합리성 전략을 사용하는 경향이 있다. 하지만 마키아벨리적(목적 달성을 위하여 수단과 방법을 가리지 아니함)인 사람들은 비합리성 전략을 사용한다. 게다가 외향적인 사람들이 내향적인 사람들보다 훨씬 다양한 권력 전략들을 사용한다. 또한, 남성들이 일방적이고 직접적인 전략을 사용하는 반면, 여성들은 쌍방적이고 간접적인 전략을 사용하는 경향이 있다. 사람들은 집단의 상황에 따라서 그리고 어떤 사람들에게 영향을 미치기 위한 것인지에 따라서 다른 전략들을 선택하기도 하며, 저항에 부딪혔을 때 소프트에서 하드로 전략을 바꾸는 경향이 있다.

### 권력의 균형
권력은 상호적, 관계적으로 작동하기 때문에 사회학자들은 관계 당사자간의 힘의 균형에 대해 이야기 한다. : 모든 관계에서 모든 당사자들은 어떠한 권력을 가진다.: (동일하던 그렇지 않던, 혹은 주기적으로 변하던 간에) 권력에 대한 사회학적 검사는 상대의 강점에서 그것 자체를 발견하고 묘사하는 것을 고려한다. 사회학자들은 보통 대상자들이 권력보다 제한적인 측면에서 서로 동등한 위치에 있거나 비슷한 위치에 있을 때 관계들을 분석한다. 따라서 '권력'은 일방적이라는 의미를 가진다. 그렇지 않는다면 '권력'의 모든 측면은 관계에서 설명될 수 없으며 의미를 잃을 것이다. 권력이 타고난 것이 아니며 다른 사람에게 부여할 수 있다는 점을 감안한다면 권력을 얻기 위해 우리는 권력의 현재 모습을 소유하거나 조절한다.

## 심리학적 연구

### 감정이입 격차
“권력은 다른 사람들에게 영향을 미칠 수 있는 가능성으로 정의된다.”
권력의 사용은 오래전부터 진화해 왔다. 특권, 영광 그리고 명성을 얻는 것은 인간의 본성에서 권력을 얻는 것에 대한 주요한 동기부여 중 하나이다. 권력은 또한 감정이입의 격차와 연관된다. 감정이입의 차이는 상호적인 관계를 제한하고 권력의 차이를 비교하기 때문이다. 권력을 가지는 것과 가지지 않는 것은 많은 정신적인 결과들에 영향을 미칠 수 있다. 이것은 사회적인 책임보다는 전략적인 책임으로 이어진다. 권력 갈등을 탐구하기 위한 연구 실험들은 과거에, 일찍이는 1968년에 이루어졌다.

#### 과거의 연구
초기의 연구는 증가된 권력은 증가된 보상과 관련되며 이것은 어떤 것에 대한 접근을 더 용이하게 만든다는 것을 보여줬다. 반대로 감소된 권력은 더 많은 제약과 위협, 그리고 처벌과 연관된다. 권력은 성공적인 결과를 가져오고 협상 전략을 발달시키게 만든다.
후기에, 연구는 권력의 차이가 전략적인 고려사항을 야기시킨다고 제시한다. 전략적인 것은 또 누군가가 결정자를 반대하거나 상처를 주려고 할 때 방어하는 것을 의미하기도 한다. 이것은 더 많은 권력을 가진 사람과 부딪히는 것이 전략적인 고려사항을 야기시키는 반면, 덜 권력적인 사람과 부딪히는 것은 사회적인 책임을 야기한다고 결론지어진다.

#### 흥정 게임
흥정 게임은 2003년과 2004년에 탐구되었다. 이 연구들은 상황에서 주어진 다른 권력 안에서 이루어진 행위와 비교하였다.

#### 최후통첩 게임
최후통첩 게임에서는 권력을 가진 사람이 최후통첩을 제안하고 그 수령인이 그 제안을 받아들이고, 그렇지 않다면 제안자와 수령인 둘 다가 아무 보상을 받지 않는다.

#### 독재자 게임
독재자 게임에서는 권력을 가진 사람이 제안을 하고 수령인은 그 제안을 받아들여야만 한다. 수령인은 그 제안을 거절할 선택권인 전혀 없는 것이다.

#### 결과
독재자 게임은 수령인에게 아무 권력이 주어지지 않는 반면, 최후통첩 게임은 수령인이 약간의 권력을 가진다. 독재자 게임에서의 제안하는 사람은 최후통첩 게임에서 제안하는 사람보다 덜 전략적으로 행동한다고 관찰되었다.
상대방 수령인이 완전히 권력을 가지고 있지 않을 때, 제안을 하는 사람 즉, 권력을 가진 사람의 행위에서 종종 전략과 사회적 책임, 그리고 도덕적인 심사숙고의 부족이 관찰된다.

### 폭력에서의 권력과 통제
폭력적인 관계에서, 폭력은 다른 사람에 대한 누군가의 권력과 통제의 필요를 발생시키기 위한 것으로 상정된다. 폭력을 행사하는 사람은 상대방에 대한 통제를 설립하고 유지하기 위해서 (육체적인, 언어적인, 감정적인, 성적인 또는 재정적인) 폭력을 위한 다양한 전략들을 사용할 것이다.

## 이론

### 권력의 다섯가지 기초
사회심리학자 프렌치(John R. P. French)와 레이븐(Bertram Raven)은 현 고전연구에서 특정한 관계에서 어떻게 권력이 작동 하는가 혹은 그렇지 않은가에 의한 권력 요소의 개요를 발전시켰다.(1959),
프렌치와 레이븐에 따르면, 권력은 다음과 같은 방법의 영향으로부터 구분되어야 한다 : 권력은 관계가 주어진 사건의 상태에서 A와 B라 할때, A와 B의 사이에서 A를 넘어 B에 의한 이런 영향력 있는 시도는 B처럼 A의 욕망 변화를 만든다. 이 방법을 구상하면, 권력은 기초적으로 상대적이다. – 이것은 각각의 관계에 적용되는 특정한 이해에 따라, 그리고 흥미롭게도, B의 질에 대한 인식의 변화에 동기 부여할 A의 의도를 요구한다. 원하는 결과를 적용하기 위해 관계에서 적절한 권력의 기초 결합 혹은 '기본'을 따라야만 한다. 잘못된 권력 기반에 의지하는 것은 A가 가진 권력을 축소하는 것을 포함한 의도하지 않은 영향을 미칠 수 있다.
프렌치와 레이븐은 다른 사소한 범주를 제외하지 않으면서 다섯가지 이런 질에 관한 상당한 카테고리들이에 대해 논쟁한다. 더 나아가 기초들은 제시하고 있다. – 특별히 Morgan에 의해 (1986: ch.6),

#### 합법적 권력
이것은 또한 위치권력이라 불린다. 이것은 조직내에서의 위치 소유자의 위치와 의무에 관련한 개인의 권력이다. 합법적 권력은 위치 소유자의 위임된 공식적인 권위이다. 이것은 일반적으로 유니폼, 사무실의 다양한 속성을 수반한다. 이것은 가장 명백하며 또한 가장 중요한 권력의 종류이다.

#### 전문적 권력
전문적 권력은 기술 또는 전문지식으로부터 오는 권력이다. 다른 권력들과는 다르게, 전문적 권력은 보통 매우 구체적이고, 그 전문가가 훈련 받고 자격을 인정받은 특정한 분야에 한정된다. 누군가가 어떠한 상황을 이해하고 해결책을 제안할 수 있으며, 확실한 판단을 내리고 다른 사람들을 능가할 수 있다면 사람들은 그 개인의 말을 들을 합당한 이유를 가지게 된다. 누군가가 전문가라고 소개될 때, 사람들은 그 사람을 믿고 그 사람이 말하는 것을 존중하는 경향이 있다. 어떠한 주제가 전문가와 관련 있을 때, 전문가의 의견은 더 중요해질 것이며, 다른 사람들은 그 분야의 지도력으로 인해 그 전문가를 우러러보게 된다.

#### 준거적 권력
준거적 권력은 개인의 힘 또는 능력이 다른 사람들에게 영향을 주고 충성심을 형성하게 하는 것을 말한다. 이는 권력자의 카리스마와 대인관계 능력이 기반이 된다. 개인은 특정한 개인적 성향 때문에 존경 받을 수 있는데, 그 존경은 대인관계의 영향을 주는 기회를 만들어 내기도 한다. 민족주의와 애국주의는 포착하기 어려운 종류의 준거적 권력으로 포함된다. 예를 들면, 군인들은 전쟁에서 국가의 명예를 지키기 위해서 싸운다. 이것은 두 번째로 덜 명백한 권력이지만, 가장 효과적이기도 하다. 또한, 광고주들은 오랫동안 상품 홍보를 위해 스포츠 인물들의 준거적 권력을 사용해 왔다. 스포츠 스타의 카리스마적인 매력은 그 스타가 스포츠 경기장 밖에서의 실제 신뢰성을 거의 가지고 있지 않음에도 불구하고 홍보의 수용을 야기시키기도 한다. 호감이 가는 사람이지만 진실성과 성실함이 부족한 사람이 권력은 가지고, 그 권력을 그 집단의 지위를 희생하면서 개인의 이익을 얻기 위해 사용하는 사람일 경우 권력의 남용 또한 가능하다. 준거적 권력은 혼자서는 불안정하며 권력을 오래 지속하고자 하거나 존경을 바라는 지도자로는 불충분하다. 다른 종류의 권력이 함께 결합되었을 때, 준거적 권력은 크게 성공할 수 있을 것이다.

#### 보상적 권력
보상적 권력은 권력 행사자의 가치 있는 물질적인 보상을 수여하는 능력에 의존한다. 이는 권력자가 이익이나 휴식, 희망했던 선물, 승진 또는 임금 상승과 같은 약간의 보상을 다른 사람들에게 줄 수 있는 정도에 따라 달라진다. 보상적 권력은 명백하지만 남용되었을 경우 비효율적이기도 하다. 보상적 권력을 남용하는 사람은 지나치게 밀어붙이게 되거나 모든 일을 빨리 진행시키기 위해서 남을 질책하게 될 수 있다. 사람들은 만약 누군가가 원하는 일을 하여 보상을 받게 될 것이라고 기대하게 되면, 그들이 그 일을 하게 될 가능성을 더욱 높아진다. 이 권력 기초의 문제점은 권력자가 원하는 만큼 통제하지 못 할 수도 있다는 것이다. 관리자는 아마도 임금 인상에 대한 통제를 완벽하게 하지는 못할 것이다. 또한 경영자도 종종 완전히 그들 스스로가 승진을 통제할 수는 없다. 심지어 최고 경영자조차 어떠한 조치를 위해서는 이사회의 승인이 필요하기도 하다. 따라서 권력자가 사용 가능한 보상을 다 써버렸거나 보상이 더 이상 사람들에게 가치 있게 받아들여지지 않을 때, 그 권력은 약해진다. 보상은 그 보상이 동일한 동기부여적인 영향을 가졌을 때, 매번 더 커질 필요가 있다. 보상이 정기적으로 주어질 때, 사람들은 그 보상에 실증을 느끼게 될 수 있으며 그것이 그 효율을 잃게 만든다.

#### 강압적 권력
강압적 권력은 부정적인 영향력의 적용이다. 이것은 강등시키거나 보상을 주지 않을 수 있는 능력을 포함하고 있다. 가치 있는 보상에 대한 바람이나 그 보상을 가질 수 없다는 것에 대한 두려움이 권력에 대한 복종을 이끌어낸다. 강압적 권력은 가장 확실하지만, 이를 경험한 사람들이 분한 감정을 느끼고 저항이 있을 수 있기 때문에 권력의 종류 중에서 가장 효과적이지 못하다. 위협과 처벌은 강압 또는 강제의 가장 흔한 도구이다. 누군가가 해고되거나 강등되는 것, 특권이 부정되는 것 또는 바라지 않는 임무가 주어지는 것 등을 암시하거나 위협하는 것 – 이것들은 모두 강압적 권력의 예시이다. 강압적 권력의 광범위한 사용은 조직의 설정에 거의 적합하지 않으며, 이 권력의 형태만을 사용하는 것은 매우 냉정하면서도 질이 낮은 지도력을 야기하게 될 것이다.

### 대인관계 속에서의 권력 이론
1. 인지로서의 권력: 어떤 사람들이 객관적인 권력을 가지고 있지만, 여전히 다른 사람들에게 영향을 미치는데 어려움을 겪는 것을 보면 권력은 인지이다. 권력 신호를 사용하고 강력하고 주도적으로 행동하는 사람들은 다른 사람들에 의해서 영향력 있다고 여겨지는 경향이 있다. 몇몇 사람들은 심지어 그들이 공공연하게 강력한 행동을 하지 않음에도 불구하고 영향력이 커지기도 한다.
2. 상대적 개념으로서의 권력: 권력은 관계 속에서 존재한다. 여기서 문제는 종종 개인이 누군가와 비교했을 때 얼마나 많은 상대적 권력을 가지느냐이다. 관계에서 만족을 주는 파트너들은 가끔 다양한 영역에서 서로에게 영향을 준다.
3. 기초 자원으로서의 권력: 권력은 보통 자원에 대한 투쟁으로 나타난다. 더 부족하고 가치 있는 자원일수록 권력 투쟁은 더 치열해지고 오래 지속된다. 결핍 가설은 사람들이 가진 자원이 얻기 어렵거나 수요가 많을 때, 최고의 권력을 가지게 된다는 것을 보여준다. 그러나, 자원의 결핍은 단지 관계 안에서 자원이 가치가 있을 때만 권력을 야기시킨다.
4. 최소이익과 의존권력 이론: 관계에서 손해가 적은 사람이 더 큰 권력을 가진다. 의존권력은 관계에 의존적인 사람들이 특히 그들이 그들의 파트너가 자신들을 지지하지 않으며 떠날지도 모른다는 것을 알았을 때, 덜 권력적이게 된다는 것을 보여준다. 최소이익 이론은 만약 상대방에 대한 긍정적인 감정의 강도에 차이가 있을 경우, 가장 긍정적이게 느끼는 상대방은 권력 이익을 가지게 된다.
5. 가능 또는 불가능으로서의 권력: 권력은 가능하게 하는 것 또는 불가능하게 하는 것이 될 수 있다. 한 연구는 사람들이 협박보다는 사회적인 기술을 반영하는 행동에 참여했을 때 다른 사람들에게 지속되는 영향을 줄 수 있는 가능성이 높다는 것을 보여주고 있다. 개인적인 권력은 다른 사람들이나 상황적이 스트레스에 의한 압박과 지나친 영향에 대해 방어적이다. 자기 방어와 침착한 행동을 통해 의사소통 하는 사람들은 그들의 목표를 이루고 좋은 관계를 유지하는데 성공적인 경향이 있다. 권력은 그것이 의사소통의 파괴적인 양상을 야기했을 때 불능화가 될 수 있다. 이는 덜 권력적인 사람이 가끔 불만족과 철회 요구를 전달하는 것을 망설이는 데 영향을 미친다.
6. 특권으로서의 권력: 특권 이론은 더 권력적인 사람이 규칙을 만들기도 하고 규칙을 깰 수도 있다는 것을 나타낸다. 영향력 있는 사람들은 규범을 위반할 수 있고 관계의 규칙을 깰 수 있으며, 권력이 없는 사람들만큼의 불이익 없이도 상호작용을 관리할 수 있다. 이러한 행동들은 영향력 있는 사람의 독립적인 권력을 강화시킬 수 있다. 게다가, 더 권력적인 사람이 언어적 상호작용과 비언어적 상호작용 둘 다를 관리할 수 있는 특권을 가지게 된다. 그들은 권력이 없는 사람들보다 더 쉽게 대화를 시작할 수 있고 주제를 바꿀 수 있으며 다른 사람들을 방해할 수도 있고, 토론을 끝낼 수도 있다.[18]

### 마르크스주의
마르크스주의적 전통에서, 안토니오 그람시는 문화적인 헤게모니를 생성하는 이데올로기의 역할을 정교화 시켰다. 그리고 이것은 자본주의와 민족국가의 권력을 강화하는 하나의 방식이 되었다. 군주론을 쓴 마키아벨리에 의지하였으며 왜 공산주의 혁명이 러시아에서 일어날 것이라고 주장되었으나 서부 유럽에서 일어나지 않았는지에 대해 이해하려고 애쓰면서, 그람시는 이 헤게모니를 켄타우로스의 두 부분으로 구성되도록 개념화했다. 켄타우로스의 뒷부분인 짐승은 더 고전적이고 물질적인 권력의 이미지와 강압과 폭력에 의한 권력을 나타낸다. 그러나 자본주의적인 헤게모니는 켄타우로스의 앞부분인 인간의 얼굴에 훨씬 더 강하게 의존한다고 주장했다. 그 인간의 얼굴 부분은 ‘동의’에 의한 권력을 투영한다. 러시아에서는 이러한 권력이 부족하였고 이것이 혁명을 가능하게 했다. 하지만 서부 유럽에서는, 특히 이탈리아에서 자본주의는 자본주의자들의 이익과 같은 이익을 가지고 있던 노동계급을 설득함으로써 합의된 권력을 행사하는 데 성공했다. 이러한 방식으로 혁명을 피했다고 할 수 있다.
그람시는 권력 구조에서 이데올로기의 중요성을 강조한 반면, 미셀 바렛과 같은 맑스주의 페미니스트들은 가족 생활의 미덕을 극찬하는 이데올로기의 역할을 강조했다. 이러한 관점을 설명하는 고전적인 주장은 ‘노동의 산업 예비군’으로 여성을 이용한다는 것이다. 전쟁 시기에는 여성이 남성적인 일들을 수행하는 것이 받아들여졌지만, 전쟁 후에 이 역할은 쉽게 뒤집혔다. 그러므로 바렛에 의하면 자본주의적인 경제적 관계의 파괴는 중요하지만 여성의 자유를 위해서는 충분하지 않은 것이다.

### 타르 노프
타르 노프는 권력을 가진 납치범이 비행기 승객들을 다루는 것은 군대에서 권력과 유사성을 가진다고 고려하였다. 그는 개인을 넘어선 권력은 조직의 존재로 인해 증폭될 수 있다고 설명한다. 만약 조직이 리더의 명령을 따르는 경우, 리더의 권력은 개인을 크게 강화한다. 반면 조직이 리더의 명령을 따르지 않는 경우, 개인을 넘어선 리더의 권력은 제로이다.

### 루크
권력에서(급진적으로 보기) 스티븐 루크는 그가 볼 수 있었던 제한된 권력의 양식을 비판한 20세기 초기의 이론화된 권력(1개의 차원과 2개의 아래 항목)을 통해 두 가지 차원을 설명한다. 이러한 것으로 그는 그람시와 알튀세르의 통찰력을 내장된 세 번째 '비판적'인 차원을 추가했다.

### 푸코
푸코에 따르면 정체성을 포함한 인간 정체성의 모든 측면들은 권력 관계의 산물이라고 보았다. 푸코의 진짜 권력은 항상 대리인의 무지에 의존한다.; 생물학적 권력의 출현과 발견, 인구의 생물학적, 정치적 기술은 이 사실을 강조한다. 단 하나의 사람, 그룹 또는 단일 장치(기계 혹은 장치)가 아니라 권력은 가능한 조용히 그리고 효율적으로 대리인이 필요하다면 어떤 것이든 보장하는 장치를 통해 지급된다. 이 때, 권력이 밝혀질 것 같지 않기 때문에 '합리적'조사로 얼버무려 남겨놓는다. 푸코는 정치경제학자 Jean Baptiste Antoine Auget de Montyon에 의해 쓰인 세평에 반해 그의 비서인 Jean-Baptise Moheau (1745–1794)가 드러내고 환경과 계속적으로 관련 있는 생물학자 Jean-Baptiste Lamarck를 복수의 형용사와 환경안의 물, 공기, 빛과 같은 환경 안의 종을 강조함으로써 공적인 환경과 자연환경이라는 사회적, 정치적인 상호작용의 두 형태와 인구의 기능과 관련이 있다고 인용하였다. 푸코에 따르면 통치권, 생물학적 종의 정치적, 사회적 관계 안의 영토와 징계 공간에서 환경은 이전의 관념과 근본적으로 다른 권력을 위한 표적의 중재로 나타난다.

### 아렌트
아렌트는 정치학이 권력관계를 '명령'과 '복종'이라는 차원에서 사고하는 경향이 있다고 말하며 정치 사상사에서 공화주의의 전통을 환기하였다. 그러면서 공화주의 전통은 권력을 집합적인 임파워먼트의 형태로 이해하는데, 권력은 정부가 단순히 시민들로부터 복종을 명령할 수 있는 능력이라기보다는 건전한 정부가 의존할 수 있는 토대로 이해할 수 있다고 주장했다. 또한, 권력은 단순히 행사하는 것이 아니라 협력하여 행사하는 인간의 능력에 조응되는 것이며, 권력은 결코 개인의 자산이 아니라 집단에 속하는 것이며 권력은 그 집단이 유지되는 한 존재하는 것이라고 정의하였다. 파슨스와 비교할 때, 파슨스는 권력을 사회체계를 유지하는 것으로 본 반면, 아렌트는 권력을 법에 의한 통치와 지배를 정당화하는 것으로 보면서 권력과 폭력을 구분하였다. 권력은 항상 정당한 권력이며, 폭력은 그 자체로는 결코 정당화 될 수 없다.

## 같이 보기
- 정치인
- 권위
- 지도력

## 참고 자료
- Arendt, H. 1972. On violence. in Crises of the Republic. New York: Harcourt Brace Jovanovich.
- Aristotle. 1962. The politics of Aristotle. trans and ed. Barker, E. New York: Oxford Univ. Press.
- Bachrach, P., and Baratz, M. 1962. Two faces of power. American Political Science Review 56:947-952.
- Bachrach, P., Baratz M. 1970. Power and poverty. New York: Oxford Univ. Press.
- Barrett, M. 1980. Womens' oppression today. London: Verso.
- Barry, B. 1976. Power and political theory: Some European perspectives. London: Wiley.
- Bell, R., Edwards, D. V., Harrison R. eds. 1969. Political power: A reader in theory and research. New York: Free Press.
- Cartwright, D. ed. 1959. Studies in social power. Research Center for Group Dynamics, Publication No. 6. Ann Arbor: Univ. of Michigan, Institute for Social Research.
- Dahl, R. A. 1957. "The concept of power 보관됨 2013-12-13 - 웨이백 머신". in Behavioral Science 2:201-215.
- Dahl, R. 1961. Who governs? New Have: Yale Univ. Press.
- Foucault, M. 1977. Power/Knowledge. New York: Pantheon.
- Giddens, A. 1979. Central problems in social theory. Berkeley: Univ. of California Press.
- Hobbes, T. 1968. Leviathan. ed. C. B. Macpherson Middlesex: Harper.
- Hume, D. 1962. Enquiry concerning human understanding. Oxford: Clarendon Press.
- Isaac, J. 1987. Power and Marxist theory: A realist view. Ithaca, NY: Cornell Univ. Press.
- Jouvenel, D. De. (1949) 2010. On Power: The Natural History of Its Growth. trans. J.F. Huntington. Liberty Press.
- Lasswell, H. D. (1936) 1990. Politics: Who gets what, when, how. New York: Peter Smith Pub Inc.
- Lukes, S. 1974. Power: A radical view. London: Macmillan.
- Merriam, C. E. 1934. Political Power: Its Composition & Incidence. Whittlesey House.
- Mills, C. W. 1956. The power elite. New York: Oxford Univ. Press.
- Mosca, G. (1896) 1939. The ruling class. New York: McGraw-Hill.
- Niebuhr, R. 1932. Moral man and immoral society. New York: Charles Scribner's Sons.
- Polsby, N. 1980. Community power and political theory. New Heaven: Yale Univ. Press.
- Poulantzas, N. 1973. Political power and social classes. London: New Left Books.
- Parsons, T. 1969. On the concept of power. in Politics and Social Structure. New York: Free Press.
- Simon, H. 1953. Notes on the observation and measurement of power. Journal of Politics 15: 500-516.
- Weber, M. (1922) 1957. The theory of social and economic organization. ed. T. Parsons. Glencoe: Free Press.